# Селівановський Микола Миколайович
Селівановський Микола Миколайович (1901—1997, Москва) — співробітник органів держбезпеки, генерал-лейтенант. Був заступником начальника ГУКР Смерш по розвідроботі.

## Біографія
Народився в селищі Хойники (Річицький повіт) Мінської губернії. З родини робітника — залізничного службовця. Закінчив Вищу прикордонну школу ОГПУ (1930).
- У 1930—1934 — уповноважений 4-го, 5-го відділення Особливого відділу ОДПУ при РНК СРСР.
- У 1934—1935 — уповноважений Особливого відділу ОДПУ при РНК — НКВД СРСР з обслуговування великих військових організацій.
- У 1935—1937 — уповноважений Особливого відділу НКВС СРСР з обслуговування Військово-хімічної академії РККА.
- У 1937—1938 — помічник начальника 7-го відділення 5-го відділу НКВД СРСР.
- У 1938—1939 — заступник начальника 7-го відділення Особливого відділу НКВС СРСР, заступник начальника 2-управління НКВС СРСР.
- У 1939—1940 — начальник 9-го відділення 4-го відділу НКВД СРСР.
- У 1940—1941 — начальник 5-го відділення 4-го відділу НКВД СРСР, начальник 5-го відділення 3-го управління Наркомату оборони СРСР.
- У 1941—1942 — начальник Особливого відділу НКВС військ Південно-Західного напрямку, Південно-Західного фронту.
- У 1942—1943 — начальник Особливого відділу НКВС Сталінградського фронту, Донського фронту, Сталінградського фронту, Південного фронту.
- У 1943—1946 — заступник начальника Управління контррозвідки Наркомату оборони (СМЕРШ).
- У 1945 — уповноважений НКВС СРСР по 4-му Українському фронту.
- У 1945—1946 — радник НКДБ СРСР при Міністерстві громадської безпеки Польщі.
- У 1946—1947 — начальник 3-го головного управління МДБ СРСР.
- У 1946—1951 — заступник міністра державної безпеки СРСР.

Був заарештований 2 листопада 1951 у справі В. С. Абакумова. Звільнений з-під варти 23 березня 1953. Звільнений з органів безпеки за станом здоров'я з 28 серпня 1953. У листопаді 1953 формулювання звільнення було змінено на наступну: «за даними, що дискредитують звання особи начальницького складу МВС».